# 신북중학교
신북중학교(新北中學校)는 대한민국 전라남도 영암군 신북면 월평리에 있는 공립 중학교이다.

## 학교 연혁
- 1954년 5월 19일 : 개교
- 1954년 5월 19일 : 초대 방길성 교장 취임
- 2025년 1월 6일 : 제71회 졸업 10명(총 9,434명)
- 2025년 3월 1일 : 제28대 임광재 교장 부임

## 참고 자료
- 신북중학교 - 한국교육학술정보원 학교알리미